# Toshiko Higuchi
Toshiko Higuchi (樋口年子, Higuchi Toshiko), né en janvier 1940 à Setagaya et morte en 1979 est une actrice japonaise.

## Biographie
Toshiko Higuchi est apparue dans 11 films entre 1958 et 1965.

## Filmographie
Sauf indication contraire, la filmographie de Toshiko Higuchi est établie à partir de la base de données JMDb.
- 1958 : La Forteresse cachée (隠し砦の三悪人, Kakushi toride no san-akunin?) d'Akira Kurosawa[3]
- 1959 : Daigaku no oneechan (大学のお姐ちゃん?) de Toshio Sugie
- 1959 : Tetsuwan tōshu Inao monogatari (鉄腕投手 稲尾物語?) d'Ishirō Honda
- 1959 : La Naissance du Japon (日本誕生, Nippon tanjō?) de Hiroshi Inagaki
- 1960 : Wakai suhada (若い素肌?) de Tetsuhiro Kawasaki
- 1960 : Densō ningen (電送人間?) de Jun Fukuda
- 1960 : Le Baiser du voleur (接吻泥棒, Seppun dorobō?) de Yūzō Kawashima
- 1960 : Les salauds dorment en paix (悪い奴ほどよく眠る, Warui yatsu hodo yoku nemuru?) d'Akira Kurosawa
- 1962 : Sanjuro (椿三十郎, Tsubaki Sanjūrō?) d'Akira Kurosawa
- 1963 : L'Histoire de la femme (女の歴史, Onna no rekishi?) de Mikio Naruse
- 1965 : Les Plaisirs de la chair (悦楽, Etsuraku?) de Nagisa Ōshima